# Roi Baudouin (stație de metrou din Bruxelles)
Koning Boudewijn sau Roi Baudouin (însemnând: «Regele Balduin») e o stație de metrou din regiunea Bruxelles.
Stația s-a deschis la 25 august 1998, și e capul de linie nord-vestic a liniei 1A. Ea se află sub Bulevardul Migdalilor (Bruxelles), la răscruce între bulevardurile Regina Charlotte și Houba De Strooper, în cartierul Model.
Numele actual al stației vine de la Stadionul Boudewijn/Baudouin, care se află în apropierea stației de metrou. La început, aceasta se numea Amandelbomen/Amandiers.
La ambele capete ale peroanelor se aflä ieșiri la suprafață. De-a lungul peroanelor, pe pereții orizontali, cu prelungire pe tavan, se aflä o pictură fluorescentă a artistului Philippe Decelle, numită Vol de Canards («Zbor al rațelor»). La ieșirea spre Charlotte se află chipul regelui Balduin, basorelief de Elisabeth Barmarin.